# Stefan Schneider (Jurist)
Stefan Schneider (* 10. November 1956 in Mannheim) ist ein deutscher Jurist. Er war von Januar 2006 bis September 2022 Richter am Bundesfinanzhof, seit dem 1. April 2016 als Vorsitzender Richter.

## Leben und Wirken
Schneider trat nach Abschluss seiner juristischen Ausbildung 1986 in die Finanzverwaltung des Landes Baden-Württemberg ein und war zunächst bei der Oberfinanzdirektion Karlsruhe und der Zentralstelle des Finanzministeriums in Stuttgart tätig. 1989 erfolgte seine Abordnung an die Universität Heidelberg als wissenschaftlicher Assistent am Lehrstuhl von Paul Kirchhof. Dort wurde er 1993 mit der Dissertation Der Tatbestand der privaten Vermögensverwaltung im Einkommensteuerrecht promoviert. 1992 folgte die Abordnung als Wissenschaftlicher Mitarbeiter an das Bundesverfassungsgericht. 1999 wurde Schneider zum Richter am Finanzgericht Baden-Württemberg ernannt. 
Das Präsidium des Bundesfinanzhofs wies Schneider zunächst dem VI. Senat zu, der insbesondere mit Lohnsteuerfragen befasst ist. Er war seit dem 1. April 2016 Vorsitzender des III. Senats, der für Einzelgewerbetreibende, Kindergeld, Investitionszulagen und Kraftfahrzeugsteuer zuständig ist. Vom 1. September 2021 bis 24. Januar 2022 war Schneider als dienstältester Vorsitzender Richter mit der Wahrnehmung der Geschäfte des Präsidenten des Gerichts betraut, weil diese Position wie auch die des Vizepräsidenten vakant war. Schneider trat am 30. September 2022 in den Ruhestand.
Schneider ist als Honorarprofessor an der Universität Mannheim tätig.